# Levina (Schiff)
Die Levina war ein indonesisches RoRo-Fracht- und Fahrgastschiff, das am 22. Februar 2007 vor Tandjong Priok in Brand geriet und am 25. Februar sank. Bei der Havarie kamen über 50 Passagiere und Besatzungsmitglieder zu Tode.

## Geschichte
Das Schiff wurde 1980/81 von der Werft Fukuoka Zosen in Fukuoka für die Reederei Eiyu Shoji Yusen Kaisha in Nagasaki gebaut. Im November 1980 lief das Schiff mit der Baunummer 1085 vom Stapel und Ende Januar 1981 wurde es als Hayazuru Maru in Fahrt gesetzt. Das Schiff wurde in Japan mehrfach ohne Umbenennung weiterveräußert: 2002 an die Seikai Kaiyo Kaihatsu Kisen Kaisha, 2003 an die Omi Kaihatsu Kisen Kaisha und 2004 an die Kisen Kaisha East Corporation Japan. 2005 wurde das Schiff an die Reederei Praga Jaya Sentosa in Jakarta abgegeben und in Levina umbenannt.
Am 22. Februar 2007 geriet die Fähre auf einer Reise von Jakarta nach Bangka in Brand. Das ausgebrannte Schiff sank am 25. Februar, während Besichtiger und Journalisten es untersuchten.

## Einzelbelege
1. ↑  Eintrag bei Miramar Ship Index